# コスモゼロ
コスモゼロは、アニメ「宇宙戦艦ヤマトシリーズ」に登場する架空の宇宙戦闘機である。デザイン担当は松本零士・加藤直之・宮武一貴。以下は劇中設定。
リメイク作品『宇宙戦艦ヤマト2199』から連なる『宇宙戦艦ヤマト2202 愛の戦士たち』に登場する改修機ブラックバードについても、本記事で記述する。

## 諸設定
『さらば宇宙戦艦ヤマト 愛の戦士たち』『ヤマトよ永遠に』『宇宙戦艦ヤマトIII』以外の全作品に登場。
地球防衛軍の宇宙戦闘機で、正式名称は「零式宇宙艦上戦闘機」。大気圏内外で運用できる万能戦闘機である。第1作『宇宙戦艦ヤマト』の設定によれば、零式宇宙艦上戦闘機「52型」というサブタイプ名を持つ。「ブラックタイガー」以降に開発・採用された、対ガミラス帝国戦役時の最新鋭機である。名称は、大日本帝国海軍の主力艦上戦闘機である、「ゼロ戦」こと「零式艦上戦闘機52型」に由来するとされている。
本来は第1作におけるヤマトの主力艦載機という設定だったが、作画面の都合からより単純なデザインのブラックタイガーが設定され、コスモゼロは劇中では主に古代専用機として活躍している。続編の『さらば』では「コスモタイガーII」が主力戦闘機として新たに設定されたことから登場せず、『さらば』のリブート作品である『宇宙戦艦ヤマト2』で再登場するも、量産機としては登場しない。『永遠に』『ヤマトIII』ではコスモタイガーIIのバリエーション機「新コスモゼロ」が新たな古代機として設定されたことから再び登場しなくなったが、『宇宙戦艦ヤマト 完結編』では若干のデザイン変更のうえで再び再登場する。『宇宙戦艦ヤマト 復活篇』では、発展型である「コスモゼロ21」が登場する。
主翼と上下の垂直尾翼で構成される十文字翼が特徴的。下部垂直尾翼（安定翼）は可動式で、着陸状態では大部分が胴体に収納される。機首部の両側面と下面の計3か所に、姿勢制御用の噴射ノズルを持つ。通常は単座機として運用されるが、後部座席を設置して複座機にすることができる。後部座席の使用例としては、第1作第19話における宇宙に飛び出した相原義一の収容、『ヤマト2』第25話における真田志郎を乗せての都市帝国への突入、『完結編』における森雪をナビゲーターとして同乗させての偵察などがある。
武装に関する描写は安定せず、第1作第4話では機首中央の穴や機首左右のアンテナ状構造物の先端から、同作第5話や第13話ではアンテナ状構造物の根本にある銃口から、同作第22話では機首上面から発射したりしている。『ヤマト2』の第1話や第25話でも武装の位置は明確に描かれておらず、機首下面の機関砲が劇中で描写されたのは『新たなる旅立ち』だけである。
機体のカラーリングは、胴体は灰白色もしくはシルバー、機首が赤、コクピット前方は眩惑防止用の黒、各翼の前縁部分は黄色である。ただし、『完結編』ではカラーリングに若干の変更があり、胴体部が薄い水色に、機首は赤だが下部の突起が白に、上部垂直尾翼全体が赤でその前縁は白、エアインテークの前縁も白になっている。
『復活篇』のコスモゼロ21は、より細身のデザインとなっている。機首と胴体の下にノズルを持ち、垂直離着陸が可能。主翼は胴体サイドブロックの副機関ごと、その根元から上方に折り畳む形式になっている。
本機の発艦は、ヤマト艦体後部に2基あるカタパルトから行われる。格納庫から移動してきたコスモゼロが、エレベーターでカタパルトまでリフトアップされ、カタパルトに固定され、射出される。射出後、コスモゼロの下部垂直尾翼が展開する。

なお、設定ではカタパルトより射出された機体がヤマトに戻る際には、カタパルト下部の着艦口（『さらば』前半で、救命艇が発進する部分）から収容されることになっているが、画面ではそこまで描かれていない。

## 漫画版
松本零士や聖悠紀の漫画版ではほとんど登場しない。逆にひおあきらの漫画版では頻繁に登場する。
ひおあきら版では「宇宙零戦」と呼称されている。古代専用機ではなく加藤も中盤まで愛機としており（対バラン星戦から重戦に乗り換えている。重戦自体このシーンが初出であり、それ以前のヤマト艦載機は宇宙零戦のみだった。）、宇宙零戦隊として複数機（加藤の台詞によると30機）が登場。ガミラスの冥王星基地を爆撃して破壊したり、銃撃で高速空母を撃沈するなどの活躍している。また、宇宙サルガッソーでの探索や、ガミラスの宇宙要塞潜入にもシームレス機に代わって使用されている。対バラン星戦で加藤が重戦に乗り換えてからは単独で登場する機会はなくなり、空戦隊（本作におけるヤマト艦載機隊の名称で、隊長は加藤。重戦の初登場シーンでこの呼称も登場した。）に属する宇宙零戦隊としてのみ登場するため、アニメ版のブラックタイガーとは位置付けが逆転している。
機体その物はコスモゼロと大差ないが、前述のようにアニメ版にはない爆撃能力があり、主翼下のパイロンが増槽の他に内側へ2箇所増設され、尾部にスネークアイ状のダイブブレーキがある大型の自由落下爆弾を1発ずつ懸架可能。
発進シークエンスはアニメ版とは異なり、発進口がヤマトの第三主砲の直下（旧戦艦大和の短艇格納庫付近。リメイク版におけるコスモゼロ格納庫もこの場所）にあり、舷側がスライドして横方向へ発進する。収容は舷側から触手状の着艦マニピュレーターが繰り出され、機体を絡める形で強制着艦させる方式である。

## PSゲームシリーズでの設定
PS用ゲーム『宇宙戦艦ヤマト 遥かなる星イスカンダル』制作時に、一部登場メカのリデザインが行われたが、本機も宮武の手によって新しい設定画が描かれている。基本的なデザインは変わらないが、全体的にステルス要素を若干加えた調整がなされている。ディテール面では、コックピット左右前方の上下面に上下方向へのマニューバノズルが追加されているほか、翼端のマニューバノズルや翼端灯、胴体のエアブレーキなどの設定も追加されている。また、機体下部垂直尾翼は引き込み式ではなく、折りたたみ式に変更されている。
設定も若干変更され、波動エンジンのノウハウが応用された、2200年に配備される予定の最新鋭機の試作機とされている。シナリオ1「太陽系」序盤のワープテストイベント中では、古代守が実験に携わっていたことが真田の口から語られる。また、続編であるPS用ゲーム『さらば宇宙戦艦ヤマト 愛の戦士たち』では、「コスモタイガーII」に対して「コスモタイガー (I)」 にあたるという扱いにもなっている。

ヤマトには試作機1機が搭載されているのみで、当初より古代進専用機として扱われている。ただし、『さらば宇宙戦艦ヤマト 愛の戦士たち』においては、加藤三郎・山本明らも搭乗できる、黒を基調としたカラーリングの同型機「ブラック・ゼロ」がボーナスユニットとして登場する。

## リメイクアニメシリーズでの設定
『宇宙戦艦ヤマト2199』『宇宙戦艦ヤマト2199 星巡る方舟』『宇宙戦艦ヤマト2202 愛の戦士たち』に登場する。
「零式52型空間艦上戦闘機〈コスモゼロ〉」という名称で、設定やデザインがリファインされて登場する。デザイン担当は玉盛順一朗、コックピット内は山根公利。
国連宇宙海軍/極東方面空間戦闘群/宙技廠が開発した機体で、種別は「全領域制宙戦闘機」である。古代は「ゼロ」、沖田は「零式（れいしき）」と呼んでいる。量産遅延に従い、2機のみヤマトに搭載され、それを補充するためにコスモファルコンが国連地上軍から転用されている。なお、本来は2200年制式化予定であり、「零式」は仮称である。また、「52型」はエンジンの型式（彗星5型2号）という解釈になっている。
旧作のコスモゼロとの外見上の相違点は、主翼の下反角が翼の根本ではなく途中から付けられていることや、PS版デザインと同じく上下面のマニューバノズルが追加されていることなど。翼下ハードポイントに懸架しているタンク状構造物は「高機動ユニット」と設定されている。艦上戦闘機として開発されたため、機首・主翼・垂直尾翼が折り畳み可能になっている。また、コスモゼロの外観上の特徴とも言える機首・垂直尾翼・主翼に存在する突起状の部分については、コスモファルコン編隊のステルス制御用の各種アンテナが内蔵されているという指揮官機・電子戦機の要素を踏まえた解釈となっている。さらに、機首先端の各種複合アンテナには流体制御システムを内蔵し、太陽系標準環境における全領域航行を可能とする。
機体中央に円形のノズルを持つ主エンジン、その両側に副エンジンを搭載する。単独での大気圏離脱能力がある。基本的に単座だが、後部に予備シートが収納されており、複座にも対応している。
武装は機銃が機首下面に4丁装備になったほか、機首の穴は機関砲と設定されている。機銃や機関砲は一見すると実弾を発射しているような描写だが、実際にはビーム兵器であり、機銃は薬室内に力場を形成して弾丸状のプラズマなどのビームエネルギーを銃身内で加速させ、連続発射する。機関砲については、薬室内で形成した陽電子砲弾を発射している。
『2199』においてヤマトに艦載されている2機は、それぞれ古代と山本玲がパイロットを務めており、機首が古代機 (0-5201) は赤色に、山本機 (0-5202) はオレンジ色に塗装されている。コールサインは、古代機が「アルファ1」で山本機が「アルファ2」。アルファ1は、『2199』第23話のガミラス本星戦において爆発する第二バレラスの破片によって大破し、同作第25話で航空隊員にいじられていた。その後、亜空間回廊内でデウスーラⅡ世が仕掛けた白兵戦では篠原達がこの機体の機銃を持ち出し、デウスーラⅡ世の機械化降下猟兵部隊を撃退するのに使用している。その威力は敵兵を次々と破壊していくほどのものであったが、敵部隊によって手榴弾を投擲され、篠原たちの退避後に破壊された。
なお、『2199』第1話で防空基地に配置されていた機体は、主翼に日の丸が描かれている。宣伝協力（メカ設定）担当の小泉聰は、2012年末に受けたインタビューにおいて、「この機体は実は51型（彗星5型1号搭載機）で、エンジン不調のため、複座型の試験も兼ねて駐機されていた」「やがてエンジンを改良した52型（彗星5型2号搭載機）が制式化されることになる」「劇中で加藤三郎が51型を『零式空間52型』と呼んだのは、違いが内部のエンジンだけで、外観は同じであったため」といった設定を個人的に考えており、将来公式ムック本が出版される際に反映したいと述べていた。しかし、『2199』においてその設定が公式資料に記載されることはなく、2013年に出版された公式設定資料集では「極東管区に配備された増加試作機（九試艦戦）で、宙技廠飛行実験仕様である」と記述されている（同誌は、小泉も執筆者の1人である）。
ヤマトの格納庫の設定が再構築されたのに伴い、本機はコスモファルコンを収容する「第二格納庫」とは互いに独立した「第一格納庫」に収容されている設定になっている。発艦は旧作同様、艦後部のカタパルトから発艦する。カタパルトは左右に2基設置されているが、第一格納庫は中央で仕切られているため、使用されるカタパルトは固定されている。発艦シークエンスは、減圧された格納庫の側面ハッチが開き、機体をスライドして艦外まで移動させた後、リフトによってカタパルトまでリフトアップし、カタパルトに移動・固定する。そして、カタパルトが射出方向へ旋回した後、離着艦管制室から発艦許可をもらい、発艦する。

### ブラックバード
『2202』に登場する。正式名称は零式52型改 自律無人戦闘機 ブラックバード。
帝星ガトランティスとの総力戦に際し、地球連邦防衛軍がコスモゼロにガミラス軍の月面防御用ドローンの自律機動システムを導入して無人化した、改修機である。機体諸元は前述の自律機動システムや後述の量産型波動コアを搭載したこと以外はコスモゼロと同一であり、波動実験艦「銀河」に搭載されている。
量産型波動コアを放出し、「銀河」のコスモリバースシステムによって増幅・暴走する波動共鳴を発生させ、ガトランティスの艦隊を行動不能にするという作戦「ブラックバード」にちなんでほぼ全体を黒く塗装されているが、加藤が志願して搭乗する有人先導機だけは青く塗装されている。